# Zhangbaiwan
Zhangbaiwan (kinesiska: 张百湾) är en köping i Kina. Den ligger i provinsen Hebei, i den norra delen av landet, omkring 150 kilometer nordost om huvudstaden Peking.